# Teulisna tetragona
Teulisna tetragona là một loài bướm đêm thuộc phân họ Arctiinae, họ Erebidae.